# Rzeka ocalenia
Rzeka ocalenia (ang. Frozen River, 2008) – amerykański niezależny dramat filmowy w reżyserii Courtney Hunt. Główną rolę zagrała Melissa Leo, która została nominowana do Oscara jako najlepsza aktorka pierwszoplanowa.
Film nagrodzony Nagrodą Jury podczas Sundance Film Festival.

## Fabuła
Ray Eddy, samotna matka, wraz z przyjaciółką Lily, indianką z plemienia Mohawków, szmugluje nielegalnie towar przez zamarzniętą rzekę Świętego Wawrzyńca. Rzecz dzieje się w pobliżu mało znanego przejścia granicznego w rezerwacie Mohawków pomiędzy Nowym Jorkiem i Quebekiem. Obie kobiety, chcą łatwo zarobić pieniądze, tuż przed Bożym Narodzeniem, gdyż ich legalna praca pozwala tylko na skromne życie. Dramat bohaterek zaczyna się w momencie, kiedy pewien żołnierz postanawia oddać obie kobiety w ręce wymiaru sprawiedliwości.

## Obsada
- Melissa Leo jako Ray Eddy
- Misty Upham jako Lila
- Michael O’Keefe jako Trooper Finnerty
- Mark Boone Junior jako Jacques Bruno
- Charlie McDermott jako T.J.
- James Reilly jako Ricky
- Dylan Carusona jako Jimmy
- Jay Klaitz jako Guy Versailles

i inni

## Nagrody
- Oscary 2008
  - nominacja: najlepsza aktorka pierwszoplanowa − Melissa Leo
  - nominacja: najlepszy scenariusz oryginalny − Courtney Hunt
- Independent Spirit Awards 2008
  - najlepsza aktorka pierwszoplanowa − Melissa Leo
  - nagroda producentów − Heather Rae
  - nominacja: najlepszy reżyser − Courtney Hunt
  - nominacja: najlepszy film − Chip Hourihan i Heather Rae
  - nominacja: najlepsza aktorka drugoplanowa − Misty Upham
  - nominacja: najlepszy aktor drugoplanowy − Charlie McDermott
  - nominacja: najlepszy debiutancki scenariusz − Courtney Hunt
- Nagroda Satelita 2008
  - nominacja: najlepszy film dramatyczny
  - nominacja: najlepsza aktorka w filmie dramatycznym − Melissa Leo
  - nominacja: najlepszy scenariusz oryginalny − Courtney Hunt
- Nagroda Gildii Aktorów Filmowych 2008
  - nominacja: najlepsza aktorka pierwszoplanowa − Melissa Leo